# Col d'Arcarota
De Col d'Arcarota is een bergpas in de Castagniccia op het Franse eiland Corsica met een hoogte van ongeveer 820 meter. De bergpas verbindt de streek Orezza in het noorden met de streek Alesgiani in het zuiden. De weg over de pas start in het noorden in de vallei van de Fium Alto bij de waterfabriek van Orezza op een hoogte van 402 meter. Aan de zuidzijde start de klim in de vallei van de Busso. Vanaf Ortale stijgt de weg (D71) via Valle-d'Alesani. Vanuit het noorden gaat de klim via Carpineto langs de D46 en D146. Vanuit het noorden is ook een meer indirecte route mogelijk die eerst via de D506 naar Piedicroce stijgt, om vanaf daar verder te stijgen via de D71 tot de Col d'Arcarota.
In het hoogseizoen vindt er elke zondag een markt plaats bij de Col d'Arcarota.